# Rudolf Scholl (Jurist)
Karl Rudolf Eduard Scholl (* 6. Dezember 1873 in Nürnberg; † 20. Oktober 1950 in Stuttgart) war ein württembergischer Verwaltungsjurist.

## Leben
Der Sohn eines Fabrikanten war evangelischer Konfession und studierte Rechtswissenschaften in Tübingen und Berlin. Seit 1892 gehörte er der Landsmannschaft Schottland in Tübingen an. Er legte 1897 die erste höhere Verwaltungsdienstprüfung und 1898 die zweite Staatsprüfung ab.
Seit 1899 war Scholl in der württembergischen Innenverwaltung tätig. 1903 wurde er Amtmann beim Amtsoberamt Stuttgart und 1911 Amtmann und Lehrer der Rechtskunde an der Landwirtschaftlichen Hochschule Hohenheim. Vom 1. April 1916 bis 10. Dezember 1918 war er nach Berlin als Vorstandsmitglied der Reichsfleischstelle abgeordnet. Er leitete das Oberamt Tettnang zunächst als Amtsverweser ab dem 3. Dezember 1918 und als Oberamtmann ab dem 29. Januar 1919. Seit 1920 war er Berichterstatter und Leiter der Polizeiabteilung im württembergischen Innenministerium. 1921 wurde er Ministerialrat und Hauptberichterstatter für das Polizeiwesen und 1929 Ministerialdirektor und Stellvertreter des Ministers. Obwohl er 1933 Mitglied der NSDAP wurde, war Scholl ab dem 8. März 1933 nach dem Entzug seiner wichtigsten Befugnisse, z. B. auf dem Gebiet des Polizeiwesens und der Stellvertretung des Ministers, faktisch kaltgestellt. Am 31. Dezember 1934 wurde er auf eigenen Antrag vorzeitig in den Ruhestand versetzt.

## Auszeichnungen
- Kommentur des Ordens der Württembergischen Krone
- 1917 Charlottenkreuz
- Eisernes Kreuz am weißen Bande
- Kriegsverdienstkreuz (Sachsen)
- Friedrich-Franz-Kreuz